# Robert Gundlach
Robert Gundlach  (Buffalo, 7 de setembro de 1926 – Rochester (Nova Iorque), Nova Iorque, 18 de agosto de 2010) foi um físico estadunidense.

## Patentes principais
- Gundlach, Patente E.U.A. 2 968 552, "Xerographic Apparatus and Method"
- Gundlach, Patente E.U.A. 3 738 855, "Induction Imaging System"
- Gundlach, Patente E.U.A. 2 912 586, "Xerographic Charging"